# Tabanus principis
Tabanus principis är en tvåvingeart som beskrevs av Joseph Charles Bequaert 1930. Tabanus principis ingår i släktet Tabanus och familjen bromsar.
Artens utbredningsområde är Principe. Inga underarter finns listade i Catalogue of Life.